# Optische Telegrafenlinie Bremen–Bremerhaven

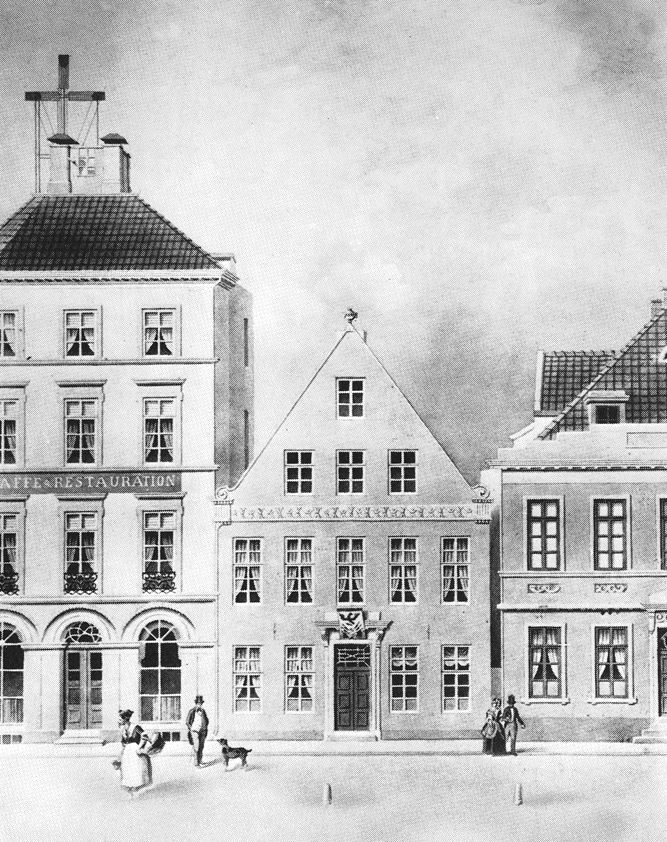
Der optische Telegraf auf dem Dach des später so genannten Rabe-Hauses am Domshof in Bremen, Aquarell von 1851

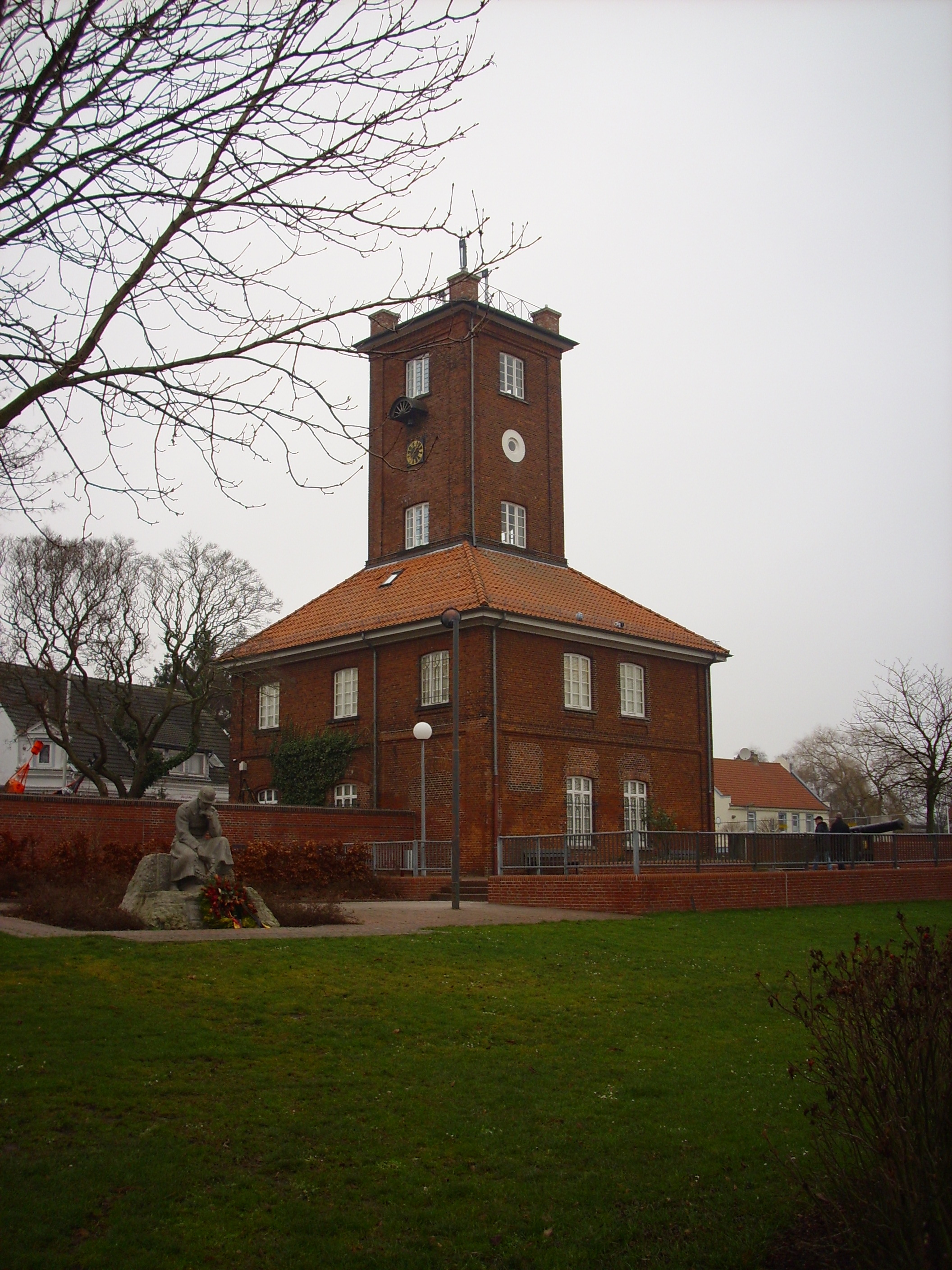
Der Telegrafenturm in Brake

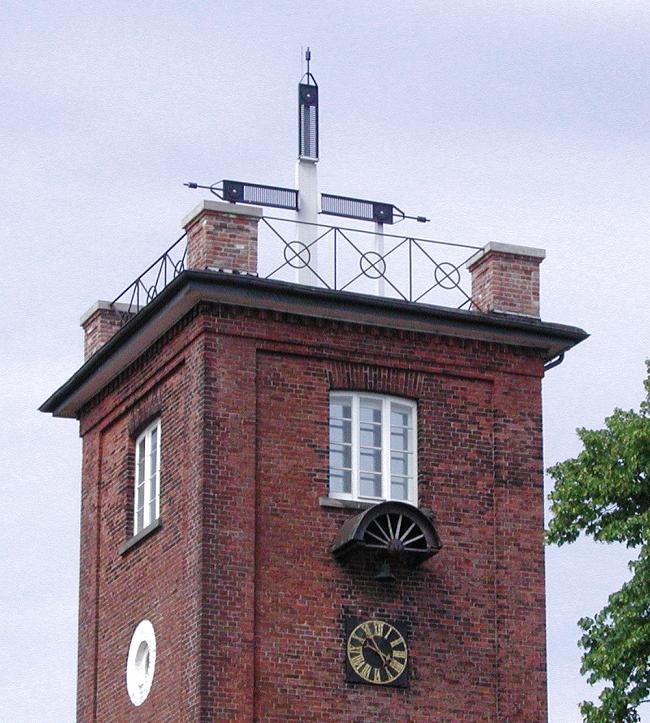
Der Telegrafenturm in Brake im Detail

Die Optische Telegrafenlinie Bremen–Bremerhaven war eine 1847 bis 1852 von Johann Ludwig Schmidt betriebene Nachrichtenverbindung zwischen Bremerhaven, Brake und Bremen. Die Optische Telegrafie beruhte damals auf der Beobachtung und Weitergabe von Zeichen, die an Signalmasten angezeigt wurden.

## Bedarf
Noch Anfang der 1840er Jahre konnte die Nachricht über ein in die Wesermündung einlaufendes Schiff nach Brake und Bremen lediglich per Landbote gemeldet werden. Gedruckte Schiffsmeldezettel verbreiteten diese Meldungen an Abonnenten. Die Nachrichten von dem immer unsicheren und zeitlich unvorhersehbaren Eintreffen bestimmter Schiffe waren für den Versicherer, den Reeder, aber auch für den ganzen Handelsmarkt Bremen von höchstem Interesse. Ihre Aktualität war Geld wert, denn sie erlaubte logistische Vorkehrungen und Dispositionen für anschließende Geschäfte. Die in Bremen ansässigen Kaufleute und Auswandereragenturen warteten nicht nur auf Nachricht, welches Schiff weseraufwärts segelte, sondern auch darauf, was es geladen hatte, ob es unter Quarantäne stand, Kranke an Bord hatte und wie viel Mann zum Löschen der Ladung benötigt wurden.

## Geschichte
Der Aufbau der Optischen Telegrafenlinie Bremen–Bremerhaven beruhte auf einer Initiative des Unternehmers Johann Ludwig Schmidt aus Altona, der nach dem Bau einer entsprechenden Verbindung zwischen Altona und Cuxhaven (1838) sich schon seit 1837 auch in Bremen um eine Konzession und die Gründung einer Aktiengesellschaft für den Bau einer Linie zwischen Bremerhaven nach Bremen und deren Anschluss an die Cuxhavener Strecke bemüht hatte. Eine schnelle Realisierung scheiterte am Widerstand Hannovers, der bis 1843 anhielt. Dagegen lag sie sehr wohl im ökonomischen Interesse Oldenburgs, das den Verkehr auf der Unterweser nach Brake leiten und von Bremen ablenken wollte. Dazu diente der Bau eines eigenen Telegrafenturms am Kai dieser oldenburgischen Hafenstadt und ein laufender Zuschuss zu den Betriebskosten. Am 13. Juli 1846 nahm die Teilstrecke Bremerhaven–Brake den Betrieb auf, erst am 1. Januar 1847 auch die Komplettierung bis Bremen. Träger der Betriebserlaubnis war eine Aktiengesellschaft Bremer Kaufleute, der Bremer Telegraphen Verein.
Die Optische Telegrafenlinie Bremen–Bremerhaven war allerdings schon im Augenblick ihrer Inbetriebnahme veraltet, da exakt an demselben Tag die elektrische Telegrafenlinie Bremen–Bremerhaven als erste längere elektrische Telegrafenstrecke innerhalb Europas ihren Betrieb aufnahm. Sie arbeitete mit Zeigertelegrafen und ließ die optische Linie binnen kürzester Zeit überflüssig werden. Die technischen (Einschränkung bei Nacht, Nebel, schlechter Sicht) und wirtschaftlichen Nachteile (hoher Personalaufwand) waren zu groß geworden. 1849 meldete Schmidt Konkurs an, 1852 stellte auch das letzte, mangelhaft arbeitende Teilstück Bremerhaven–Brake den Betrieb ein.
Von den übrigen optischen Telegrafen ihrer Zeit unterschieden sich die Unternehmungen in Hamburg und Bremen durch ihre Zweckbestimmung: Mit Privatkapital errichtet und fast ausschließlich der Kaufmannschaft zu Diensten, spielten sie eine ganz andere Rolle als die dem Militär und der Verwaltung dienenden Systeme in den Flächenstaaten Preußen und Frankreich.

## Betrieb und Einrichtung
Auf  Kirchtürmen oder eigens errichteten Gebäuden im Verlauf der etwa 70 Kilometer langen Strecke zwischen Bremerhaven und Bremen waren kreuzförmige Signalmasten montiert, an deren drei freien Armen jeweils ein drehbarer, über Seilzüge zu bedienender Flügel acht verschiedene Positionen einnehmen konnte. Aus den (theoretisch 512) verschiedenen Stellungen wurde eine beschränkte Anzahl für das Alphabet und einige Sonderzeichen ausgewählt. Diese Signale wurden von der jeweils nächsten, gut zehn Kilometer entfernten Station mit Fernrohren beobachtet und weitergegeben. Die bekannteste der Telegrafenstationen ist heute das Telegrafengebäude in Brake an der Unterweser, dessen Außenbau noch in nahezu ursprünglichem Zustand erhalten ist und eine Rekonstruktion der Signalanlage bekommen hat.
Die Stationen auf der Weserlinie waren: Bremerhaven (Tonnenhof), Dedesdorf (Holzturm), Brake, Elsfleth, Rekum, Vorbrock (Vorbruch-Bockhorn, Signalturm), Vegesack (Kirche), Oslebshausen (Adelenstift) und Bremen (auf dem Haus Domshof 16). Die 1846 eingerichtete Querverbindung Bremerhaven–Elmlohe–Bederkesa–Lamstedt traf bei Hechthausen auf die Elblinie. Vermutlich im Jahre 1848 entstand ein Abzweig in nördlicher Richtung bis Wremen.